# Richtlinie 2008/98/EG
Die Richtlinie 2008/98/EG vom 19. November 2008 über Abfälle (inoffiziell Abfallrahmenrichtlinie) macht als Richtlinie der Europäischen Gemeinschaft den Mitgliedsstaaten Vorgaben für politische Maßnahmen zum Übergang zu einer Kreislaufwirtschaft und dabei insbesondere für ihre Abfallgesetzgebung. Damit sollen zum Schutze von Umwelt und menschlicher Gesundheit „die schädlichen Auswirkungen der Erzeugung und Bewirtschaftung von Abfällen vermieden oder verringert, die Gesamtauswirkungen der Ressourcennutzung reduziert und die Effizienz der Ressourcennutzung verbessert“ und so auch die langfristige Wettbewerbsfähigkeit der EU abgesichert werden.

## Entwicklung
Sie ersetzt die vorige Abfallrahmenrichtlinie, die seit 1975 gültige Richtlinie 75/442/EWG mit ihrer kurz gültigen Neufassung durch die Richtlinie 2006/12/EG, sowie die Richtlinien 75/439/EWG (über die Altölbeseitigung) und 91/689/EWG (über gefährliche Abfälle), die sie zum 12. Dezember 2010 aufgehoben hat. Eine neue Abfallrahmenrichtlinie war unter anderem nötig, um bislang in der Praxis umstrittene Schlüsselbegriffe wie Abfall und Nebenprodukte, Verwertung und Beseitigung bzw. Abfälle zur Verwertung / Abfälle zur Beseitigung zu klären und die Abfallverwertung zu stärken (siehe Erwägungsgrund 8). Die Einbeziehung von Festlegungen zur Altölbeseitigung und über die Einstufung gefährlicher Abfälle sollte zur Vereinfachung und Vereinheitlichung beitragen (Erwägungsgründe 43 und 44).

### Änderungsrichtlinie (EU) 2018/851
Weitere Ziele hin zur Kreislaufwirtschaft setzt die Richtlinie (EU) 2018/851 des Europäischen Parlaments und des Rates vom 30. Mai 2018 zur Änderung der Abfallrahmenrichtlinie, die die Mitgliedstaaten bis 5. Juli 2020 durch entsprechende Rechts- und Verwaltungsvorschriften umzusetzen haben. So verlangt sie etwa Maßnahmen zur stufenweisen Steigerung der Recyclingquote bei Siedlungsabfällen auf 55 Gewichtsprozent bis 2025 und 65 % bis 2035, das getrennte Sammeln auch von Textilien bis 1. Januar 2025 und den selektiven Abbruch von Bauten und verschärfte die Regeln, unter denen vom seit 2015 geltenden Grundsatz des getrennten Sammelns von (mindestens) Papier, Metall, Kunststoffen und Glas abgewichen werden darf.

## Definitionen und Geltungsbereich
Die Abfallrahmenrichtlinie definiert für ihre Zwecke Begriffe wie Abfall, gefährlicher Abfall, Bioabfall, Vermeidung, Wiederverwendung, Behandlung (mechanisch-biologisch und thermisch), Verwertung, Vorbereitung zur Wiederverwendung, Recycling und Beseitigung. Die „Vorbereitung zur Wiederverwendung“ umfasst zum Beispiel die Reinigung und Reparatur von Abfällen; Recycling (= stoffliche Verwertung, einschließlich Aufbereitung organischer Materialien) ist höherwertiger als energetische Verwertung (vor 2010 wurden beide als gleichwertig angesehen).
Zum Abfallbegriff wird der des Nebenprodukts abgegrenzt und auch das Ende der Abfalleigenschaft ist erklärt. Für die Praxis ist das wichtig, da Nebenprodukte und Produkte, die nicht mehr als Abfall gelten, nicht dem oft stärker regulierten Abfallrecht unterliegen. „Nebenprodukte“ fallen in der Produktion an, ohne dass deren Hauptziel darauf gerichtet ist, können nach Verarbeitung mit normalen industriellen Verfahren verwendet werden und müssen den bestehenden Produktanforderungen sowie Umwelt- und Gesundheitsschutzanforderungen genügen (Artikel 5). Ein „Ende der Abfalleigenschaft“ ist erreicht, wenn nach einem Verwertungsverfahren ein verwendungsfähiges Produkt vorliegt, für das es einen Markt gibt und das die bestehenden Anforderungen an das Produkt einhält.
Die Richtlinie gilt nicht für gasförmige Ableitungen, radioaktive Abfälle, ausgesonderte Sprengstoffe, Fäkalien, Abwässer, tierische Nebenprodukte (es sei denn, diese sind zur Verbrennung, Lagerung auf einer Deponie oder Verwendung in einer Biogas- oder Kompostieranlage bestimmt), Körper von Tieren, die nicht durch Schlachtung zu Tode gekommen sind und Abfälle aus mineralischen Ressourcen (Artikel 2), die in anderen Rechtsvorschriften geregelt sind.
Im Kollisionsfall tritt sie hinter der Richtlinie (EU) 2019/904 (Einwegkunststoff-Richtlinie) zurück (Art. 2 Abs. 2 Richtlinie 2019/904/EU).

## Abfallhierarchie
Die Richtlinie baut – das Ideal einer Kreislaufwirtschaft vor Augen – auf den Grundgedanken folgender Prioritätenrangfolge auf, an der sich auch die Mitgliedsstaaten orientieren sollen:
1. Vermeidung
2. Vorbereitung zur Wiederverwendung
3. Recycling
4. sonstige Verwertung (zum Beispiel energetische Verwertung)
5. Beseitigung.

### Abfallvermeidung
Die Mitgliedstaaten können Maßnahmen erlassen, den Herstellern von Erzeugnissen eine erweiterte Verantwortung für die Vermeidung, das Recycling oder die sonstige Verwertung von Abfällen zu übertragen (Artikel 8). Dazu gehört zum Beispiel die Rücknahme von Erzeugnissen und die anschließende Verwertung der Abfälle, die Entwicklung mehrfach verwendbarer oder langlebiger Erzeugnisse sowie die Entwicklung von leicht recyclingfähigen Produkten. Bis Ende 2011 muss die Europäische Kommission einen Bericht über die Entwicklung der Abfallvermeidung und eine Produkt-Ökodesign-Politik vorlegen, mit der gegen das Entstehen von Abfällen vorgegangen wird. Bis Ende 2014 muss sie Zielvorgaben für bis 2020 zu erreichende Ziele zur Abfallvermeidung vorlegen. Die Mitgliedstaaten müssen bis 12. Dezember 2013 Abfallvermeidungsprogramme erstellen, in denen sie Abfallvermeidungsziele festlegen (Artikel 29). Beispiele für Abfallvermeidungsmaßnahmen sind in Anhang IV der Richtlinie aufgeführt (z. B. Förderung der Entwicklung weniger abfallintensiver Produkte, Förderung von Ökodesign, Förderung anerkannter Umweltmanagementsysteme).
Auch zur Reduktion und besseren Beherrschbarkeit von Gefahrstoffen im Abfall müssen Lieferanten von Erzeugnissen im Sinne des Chemikalienrechts ab 21. Januar 2021 Informationen über besonders besorgniserregende Stoffe darin der ECHA zur Verfügung stellen. Diese soll dann Abfallbehandlungseinrichtungen und auf Anfrage auch Verbrauchern Zugang zu dieser Datenbank (SCIP-Datenbank) geben.

### Wiederverwendung und Recycling
Die Mitgliedstaaten müssen Maßnahmen zur Wiederverwendung von Produkten und zur Förderung eines qualitativ hochwertigen Recyclings ergreifen. Die Wiederverwendung kann zum Beispiel durch Reparaturnetze, wirtschaftliche Instrumente oder quantitative Ziele gefördert werden, das Recycling durch getrennte Sammlung von Abfällen. Die getrennte Sammlung zumindest von Papier, Metall, Kunststoffen und Glas musste bis 2015 in den Mitgliedstaaten eingeführt werden, falls dies technisch, ökologisch und ökonomisch durchführbar sei. Ende 2020 sind bestimmte Recyclingquoten (zum Beispiel 50 Gewichtsprozent für Papier, Metall, Kunststoffe, Glas aus Haushaltsabfällen und ähnlichen Quellen und 70 Prozent für Bau- und Abbruchabfälle) zu erreichen und für die nächsten Jahre ist deren Steigerung das Ziel. Auch die getrennte Sammlung von Bioabfällen zum Zweck der Kompostierung und Vergärung soll von den Mitgliedstaaten gefördert werden (Artikel 22). Verwertungsverfahren sind in Anhang II der Richtlinie aufgeführt (z. B. Rückgewinnung von Metallen oder deren Verbindungen, Regeneration von Säuren und Basen, erneute Ölraffination oder Verwendung als Brennstoff, wobei die Energieeffizienz der Verbrennungsanlage darüber entscheidet, ob diese Abfallverbrennung energetische Verwertung oder Beseitigung ist.)

### Abfallbeseitigung
Abfälle, die nicht wiederverwertet, stofflich, energetisch oder anders verwertet werden können, müssen Verfahren der unbedenklichen Beseitigung unterzogen werden, also ohne Gefährdung der menschlichen Gesundheit und ohne Schädigung der Umwelt. Eine nicht abschließende Liste mit Beseitigungsverfahren enthält Anhang I der Richtlinie, so etwa die Ablagerung (z. B. in einer Deponie), die Dauerlagerung (z. B. Lagerung von Behältern in einem Bergwerk) oder das Verbrennen.

## Abfallbewirtschaftung
Verantwortlich für die Abfallverwertung oder -beseitigung ist der Abfallerzeuger/-besitzer, der sie durch ein (privates oder öffentliches) Unternehmen durchführen lassen kann (oder muss); es sei denn, die Verantwortung ist von den Mitgliedstaaten im Einzelfall anders festgelegt worden (Artikel 15). Die Kosten trägt gemäß dem Verursacherprinzip immer der Erzeuger oder Besitzer (Artikel 14). Mitgliedstaaten müssen Regelungen treffen, dass gewerbsmäßig eingesammelte Abfälle nur in Abfallbehandlungsanlagen geliefert werden, die die Anforderungen des Gesundheits- und Umweltschutzes einhalten (Artikel 15). Besondere Maßnahmen sind bei der Bewirtschaftung gefährlicher Abfälle zu erfüllen (Überwachung, Verbot der Vermischung, Kennzeichnung; Artikel 17–19); Altöl muss ebenfalls getrennt gesammelt werden (Artikel 21). Anlagen und Unternehmen, die Abfälle verwerten oder beseitigen, müssen registriert werden und brauchen in den meisten Fällen eine Genehmigung (Artikel 25, 26). Die Anlagen müssen regelmäßig durch die zuständigen Behörden inspiziert werden (Artikel 34).

## Nationale Umsetzung in Deutschland
In Deutschland dienen vor allem Bestimmungen des Kreislaufwirtschaftsgesetzes der Umsetzung der Richtlinie. Zur Bestimmung gefährlichen Abfalls verweist etwa die Abfallverzeichnisverordnung (AVV) auf ihren Anhang III. Der Regelung der durch die Richtlinie vorgegebenen Getrenntsammlung von Altöl dient die Altölverordnung.

## Weitere relevante EU-Richtlinien zum Abfallrecht
Die Abfallrahmenrichtlinie wird durch eine Reihe weiterer Richtlinien ergänzt, unter anderem durch:
- Richtlinie 1999/31/EG des Rates vom 26. April 1999 über Abfalldeponien
- Richtlinie 94/62/EG über Verpackungen und Verpackungsabfälle
- Richtlinie 2006/66/EG über Batterien und Akkumulatoren sowie Altbatterien und Altakkumulatoren
- Richtlinie 2000/53/EG über Altfahrzeuge
- Richtlinie 2012/19/EU über Elektro- und Elektronik-Altgeräte
- Richtlinie (EU) 2019/904 (Einwegkunststoff-Richtlinie)